# Molare Masse
Die molare Masse {\displaystyle M} (auch veraltet Molmasse oder Molgewicht; unüblich stoffmengenbezogene Masse) eines Stoffes ist die Masse pro Stoffmenge oder, anders gesagt, der Proportionalitätsfaktor zwischen Masse {\displaystyle m} und Stoffmenge {\displaystyle n}:
{\displaystyle m=M\cdot n}.
Sie ist eine intensive Größe. Die SI-Einheit ist kg/mol; in der Chemie ist g/mol üblich.
Die molare Masse einer chemischen Verbindung ist die Summe der mit dem jeweiligen Stöchiometriefaktor multiplizierten molaren Massen der an der Verbindung beteiligten chemischen Elemente. Stöchiometriefaktoren sind hier die Zahlen in der Summenformel eines Moleküls bzw. im Fall von nichtmolekularen Verbindungen (Metalle und Ionenverbindungen) der Verhältnisformel.
Der Zahlenwert der molaren Masse in g/mol ist die relative Molekülmasse und gleich dem Zahlenwert der Molekülmasse in der atomaren Masseneinheit (u oder Dalton).

## Definition
{\displaystyle M={\frac {m}{n}}=N_{\mathrm {A} }\cdot m_{M}}

Der Zusammenhang zwischen Masse, Stoffmenge, Volumen und Teilchenanzahl

Hierbei stehen die einzelnen Formelzeichen für folgende Größen:
- {\displaystyle m} – Masse
- {\displaystyle n} – Stoffmenge
- {\displaystyle N_{\mathrm {A} }} – Avogadro-Konstante
- {\displaystyle m_{M}} – Teilchenmasse

## Berechnung
Die molare Masse einer Verbindung kann berechnet werden, wenn man ihre Summenformel kennt: Zu jedem Element entnimmt man aus der Summenformel die Indexzahl – sie steht in der Summenformel hinter dem Elementsymbol. Zu jedem Element muss man dann z. B. aus Tabellen die molare Masse entnehmen – ihr Zahlenwert ist gleich der relativen Atommasse. Dann erhält man die molare Masse als Summe der molaren Massen der Elemente, welche die Verbindung aufbauen:
Die molare Masse einer Verbindung ist gleich der Summe aus den molaren Massen der Elemente multipliziert mit ihren Indexzahlen.
Beispiel für Wasser (H2O):
{\displaystyle M_{\mathrm {H_{2}O} }=2\ M_{\mathrm {H} }+M_{\mathrm {O} }=2\cdot 1{,}00794\,{\frac {\mathrm {g} }{\mathrm {mol} }}+15{,}9994\,{\frac {\mathrm {g} }{\mathrm {mol} }}=18{,}01528\,{\frac {\mathrm {g} }{\mathrm {mol} }}}
Aus den molaren Massen der chemischen Elemente kann man die molaren Massen aller Verbindungen berechnen.
| Element     | Elementsymbol | Ordnungszahl | Molare Masse   |
| ----------- | ------------- | ------------ | -------------- |
| Wasserstoff | H             | 1            | 1,00794 g/mol  |
| Kohlenstoff | C             | 6            | 12,01070 g/mol |
| Sauerstoff  | O             | 8            | 15,99940 g/mol |

| Verbindung         | Summenformel | Zahl der Atome | Molare Masse    |
| ------------------ | ------------ | -------------- | --------------- |
| Wasserstoff        | H2           | 2              | 2,01588 g/mol   |
| Sauerstoff         | O2           | 2              | 31,99880 g/mol  |
| Wasser             | H2O          | 3              | 18,01528 g/mol  |
| Methan             | CH4          | 5              | 16,04300 g/mol  |
| Acetylsalicylsäure | C9H8O4       | 21             | 180,16000 g/mol |

## Bestimmung

### Erstmalige Bestimmung
Für die erstmalige Bestimmung der molaren Masse von Molekülen war das Avogadrosche Gesetz bestimmend. Im Gaszustand nehmen bei gleicher Temperatur gleich viele Moleküle einen nahezu identischen Rauminhalt ein. Für einfache Moleküle wie Chlor, Wasserstoff, Chlorwasserstoff, Sauerstoff und Wasserdampf konnten die Verhältnisse aus Wägungen der Gase nach einer Elektrolyse ermittelt werden. Mit dem Verfahren nach Bunsen lassen sich molare Massen von Gasen über die Ausströmungszeiten ermitteln. Für komplizierte organische Moleküle nutzte man zunächst ebenfalls das Avogadrosche Gesetz, indem man die reinen organischen Stoffe verdampfte und das verdrängte Wasservolumen bestimmte. Die Methode wurde erst von Joseph Louis Gay-Lussac angewendet, später von Victor Meyer verbessert. Eine weitere Methode war die Messung der Siedepunktserhöhung (Ebullioskopie). Ein etwas älteres Verfahren ist das nach Dumas, bei dem ebenfalls die Stoffe verdampft wurden. Für nicht verdampfbare Moleküle nutzte man früher die Gefrierpunktserniedrigung (Kryoskopie) oder den osmotischen Druck von Lösungen (Osmometrie). Die letztere Methode entwickelte Jacobus Henricus van ’t Hoff.
Die erstmalige Bestimmung der molaren Masse beruhte auf der Messung von Effekten, deren Größe nur abhängig von der Anzahl der verursachenden Teilchen, nicht aber von deren Masse ist (kolligative Effekte).

### Bestimmung in der Gegenwart
Ein exaktes, sensitives Messverfahren ist die Massenspektrometrie. Hier ergibt sich die relative molare Masse aus dem Molekülpeak, dem eine Kalibrierung mit einer Standardsubstanz bekannter molarer Masse zugrunde liegt. In der hochauflösenden Massenspektrometrie kann die molare Masse mit vier Nachkommastellen ermittelt und auch die Summenformel bestimmt werden. Zu beachten ist dabei, dass die molare Masse eines Moleküls – abhängig von seiner Isotopenzusammensetzung – gewissen Schwankungen unterliegen kann. Ein technisch weniger aufwändiges Verfahren ist die elektrophoretische Bestimmung der molaren Masse, das aber nur eine Abschätzung ermöglicht. Es spielt bei der Präparation von Proteinen, bei Restriktionsanalysen und anderen präparativen Methoden eine wichtige Rolle.

## Verwandte Größen
- Mittlere molare Masse
- Molares Volumen (Molvolumen)
- Molekülmasse oder Molekularmasse oder Molekulare Masse (früher: Molekulargewicht)

Trotz anderslautender SI-Vorgaben wird das Symbol M im Sinne von Molarität noch häufig für die Angabe von Stoffmengenkonzentrationen verwendet.